# Jan Tęczyński (zm. 1532)
Jan Tęczyński herbu Topór (ur. ?, zm. 1532) – polski szlachcic, podkomorzy krakowski w latach 1517-1532, podkomorzy sandomierski w latach 1515-1517, dworzanin królewski w latach 1497-1513, hr. S.I.R. (tytuł Świętego Imperium Rzymskiego 1527).
Pochodził z możnowładczego, najpotężniejszego rodu w Małopolsce Tęczyńskich, pieczętującego się herbem Topór. Jego ojcem był Zbigniew Tęczyński (1450–1498) – stolnik sandomierski 1474–1480 podstoli sandomierski (1479–1481), podkomorzy krakowski (1481–1498).
Poseł na sejm piotrkowski 1510 roku, na sejm piotrkowski 1511 roku, na sejm piotrkowski 1512 z województwa krakowskiego.
Matką jego była Katarzyna Pleszewska z Pleszewa (zm. 1488), córka Mikołaja z Pleszewa .
Jego żoną od 1531 była Anna Fogelweder (zm. po 1534).